# Ханомаг
Ханомаг (на немски език съкратено от Hannoversche Maschinenbau AG) е германски производител на парни локомотиви, трактори, камиони и военни превозни средства.
От 2002 г. Hanomag е част от японската компания „Komatsu“. Постига международна известност, като предоставя голям брой парни локомотиви на Румъния и България преди Първата световна война.

## История

### Начало
Фирмата датира от 1835 г., когато Георг Егесдорф основава компания, наречена „Eisen-Giesserei UND Maschinenfabrik Hannover“, за проектиране и производство на малки парни двигатели. Скоро след основаването на компанията започват да произвеждат селскостопански машини, а през 1846 г. построяват първия си локомотив, който е предназначен за обслужване на железопътната мрежа на град Хановер, Германия, част от Deutsche Bahn.
До 1870 година са направени 500 локомотива, а през 1871 г. фирмата сменя името си на „Maschinenbau AG Hannoversche“. Hanomag продължава успешно да произвежда парни превозни средства, когато през 1905 г. получават договор за доставка на парни локомотиви за немската армия.
За първи път Hanomag произвеждат превозни средства, задвижвани с двигатели с вътрешно горене, захранвани с петрол, през 1912 г. машини с такива двигатели се произвеждат масово за селскостопански трактори.

### Автомобили
До 1920 г. пазарът на превозни средства, задвижвани с двигатели с пара, е в упадък, и компанията Hanomag поглежда към набиращите популярност леки автомобили.
През 1925 г. те стартират проект за автомобил Hanomag 2/10, който представлява тежко 370 kg превозно средство, с две задвижващи колела, задно монтиран едноцилиндров двигател, с обем 500 cm³ и водно охлаждане. Носещи претенциозното име „Zweisitzer limousine“ („Двуместна лимузина“), от компанията изработват автомобил, заоблен отпред и отзад, който почти веднага получава прякора „Kommissbrot“ („ръжен хляб“), поради приликата си с популярния по това време армейски хляб. Въпреки произведените големи количества (общо 15 775 броя), този модел не донася много пари на компанията, и в края на 20-те години поделението за железопътни локомотиви е продадено на „Henschel & Son of Kassel“.
Значително по-конвенционален автомобил е моделът 3/16PS, който е захранван и с първия дизелов двигател двигател, създаден през 1928 г., като дружеството отново става печелившо. Hanomag са силно ударени от кризата, породена от спада в търговията през 1929 г., като следствие на кризата, на склад им остават големи запаси от непродадени превозни средства. Нещата в бизнеса се подобряват през 1930 г. и компанията има 14\100 от вътрешния пазар на леки автомобили, което е второ място след лидерите от Opel, но през 1931 г. настъпва нова криза, породена от искането на банки кредитори за възстановяването на банкови заеми. Заводът е ипотекиран във „Vereinigte Stahlwerke“, и компанията подновява работа като „Hanomag UND Schlepperbau Automobil GmbH“.
В началото на 1932 година фирмата пуска на пазара нов малък автомобил, притежаващ 1,1 l двигател, преименуван на „Garant“ през 1934 г., който се продава добре, което позволява да се премине към монтирането на по-големия 1,5 l „Record“ (име, използвано по-късно от Opel за техните популярни автомобили с тази марка) през 1933 г., който притежава независимо окачване отпред. Дизеловият „Record“ е показан на автомобилното изложение в Берлин, през 1936 година.